# Apolline de Gourlet
Apolline de Gourlet (née le 13 septembre 1866 à Beaurieux (France) et morte le 29 mars 1952 à Kerlaz) est une travailleuse sociale chrétienne française.

## Biographie
Née dans l'Aisne, Apolline de Gourlet est la fille du marquis de Gourlet, inspecteur des Palais nationaux dont l'Élysée où elle réside durant sa jeunesse. Enfant, elle se noue d'amitié avec Lucie Félix-Faure Goyau, la fille du président de la République de l'époque Félix Faure. Elles répondent aux demandes d'aides envoyées au Palais en orientant les demandeurs vers les œuvres qui peuvent les aider et fondent alors un fichier national. Les deux femmes, avec Henri Rollet, fondent en 1895, la Ligue fraternelle des enfants de France qui œuvre en faveur de l'enfance malheureuse. Elle en assure la présidence à partir de 1903, après le mariage de Lucie Félix-Faure.
À partir de 1897, elle collabore avec Mercédès Le Fer de la Motte et devient la secrétaire de l'Œuvre sociale de Popincourt qu'elle reprennent à Marie Gahéry en 1900 puis de la Maison sociale à partir de sa création en 1903,.
Très intéressée par le travail social auprès des plus démunis, elle publie des textes sur les buts et les méthodes des « maisons sociales » dans les « brochures jaunes » de l'Action populaire ainsi qu'une étude historique consacrée aux vierges chrétiennes travaillant dans le social. Les maisons ferment leurs portes en 1909 à la suite d'un scandale et Apolline de Gourlet vient alors en aide aux Œuvres du « Moulin-Vert » de l'abbé Viollet et s'installe alors dans le XXe arrondissement de Paris. Dans le quartier de Belleville, elle organise une section de l'Amélioration du logement ouvrier puis, après la Première Guerre mondiale, elle monte une Union des Œuvres du XXe arrondissement qu'elle préside jusqu'en 1943.
Pendant la Première Guerre mondiale, elle s'engage dans le Secours aux Blessés Militaires, ancêtre de la Croix-Rouge française et constitue en 1915, le Secrétariat français des villages libérés pour venir en aide aux personnes déplacées,. Le secrétariat ferme ses portes en 1925.
En 1920, elle se joint à la Résidence sociale en association déclarée de Marie-Jeanne Bassot en tant qu'administratrice et, deux ans plus tard, les deux femmes montent la Fédération des centres sociaux de France. La même année, elle monte une des premières école de travail social, Pro Gallia, école d'action sociale, apportant une formation générale aux métiers du social. Les cours théoriques ont lieur au Musée social tandis que l'apprentissage pratique se fait à la résidence sociale de Levallois-Perret. L'école fusionne avec l'École des surintendantes en 1925 mais une scission est faite en 1929.
Dans ce cadre, elle publie en 1946 un ouvrage, La formation des assistantes sociales.
Elle participe également à la formation de l'Association des travailleuses sociales pour créer du lien entre les membres du même corps de métier. Elle fut également secrétaire administrative de la revue l'Assistance éducative pendant trente ans.
Dans son ouvrage de 1947, Cinquante ans de service social, elle parle des différentes types d'assistantes sociales à ses yeux : « L'assistante sociale familiale, l'assistante de la protection de l'enfance, l'assistante destinée à combattre les fléaux sociaux, l'assistante des services sociaux d'ordre judiciaire, l'assistante du service social du travail (surintendantes, conseillère du travail), l'assistante sociale rurale, la résidente qui s'occupe d'un centre social... »
Elle meurt en 1952 au manoir de Kerlaz où elle avait pris sa retraite en 1943.

## Distinctions
- Chevalier de la Légion d'honneur en 1929[1]
- Médaille d'argent de l'Assistance publique
- Membre du Conseil supérieur de l'Assistance publique
- Membre du Comité français de service social

## Œuvres

### Articles
- « Colonies sociales. La résidence laïque dans les quartiers populaires », L'Action populaire, 2e série, no 37,‎ 1904, p. 34 p.
- « La Maison sociale, ce qu’elle fait à Montmartre, à Ménilmontant, à Montrouge, à Bolbec », L'Action populaire, 1re série, no 7,‎ 1905, p. 34 p.
- « La Maison sociale », Le Musée social, Annales,‎ 1905, pp. 322-326
- « Un précurseur philosophique : André-Marie Ampère », Revue d’histoire littéraire de la France,‎ 1906
- « Lucie Félix-Faure-Goyau », Revue des Jeunes, no 12,‎ 25 juin 1923, pp.628-646

### Ouvrages
- Conférence de la Société d’action pratique pour l’amélioration de la condition morale et matérielle de la femme, E. Vitte, 1905, « L'Apprentissage »
- Les Vierges chrétiennes, étude historique, Paris, Librairie Bloud & Ce éditeurs, coll. « Science et religion. Études pour le temps présent », 1906, 63 p.
- Le bienheureux Nicolas de Flüe, Marseille, édition Publiroc, 1929, 246 p. (lire en ligne), prix Juteau-Duvigneaux de l’Académie française en 1931
- La formation des assistantes sociales, Paris, Les éditions sociales françaises, 1946, 117 p.
- Cinquante ans de Service social. Livre de raison du Service Social Français, Paris, Les éditions sociales françaises, 1947, 87 p.